# メルヒング
メルヒング (ドイツ語: Merching) は、ドイツ連邦共和国バイエルン州シュヴァーベン行政管区のアイヒャッハ＝フリートベルク郡に属す町村（以下、本項では便宜上「町」と記述する）である。

## 地理
メルヒングはアウクスブルク開発計画地域に位置する。

### 自治体の構成
この町は、公式には4つの地区 (Ort) からなる。このうち小集落や孤立農場などを除く集落を以下に列記する。
- ホーホドルフ
- メルヒング
- シュタイナハ・バイ・メーリング

## 歴史
メルヒングはバイエルン選帝侯領のミュンヘン会計局およびフリートベルク裁判所に属した。バイエルンの行政改革に伴う1818年の市町村令によって現在の自治体が成立した。シュヴァーベン行政管区のフリートベルク郡に属したが、1972年の郡域再編で新設されたアイヒャッハ＝フリートベルク郡に属すこととなった。

### 人口推移
- 1970年 1,772人
- 1987年 2,232人
- 2000年 3,090人

## 行政
町長はヘルムート・ルイヒトル (CSU) である。

### 町議会
町議会は第1町長と16人の議員からなる。

### 紋章
図柄: 上下二分割。上部は金地に青い鷲。下部は黒地に先端がクローバー型になった金の十字。この町の紋章は町域に大きな所領を有していた2つの主要な領主にちなんだものである。金地に青い鷲はアンデクス伯の紋章の色を変えたものである。12世紀にメルヒングの伯領はアウクスブルクの聖ウルリヒ修道院およびディーセン修道院に寄贈された。両修道院は長期にわたってこの所領を保持した。黒地に先端がクローバー型の金の十字はアウクスブルクの聖ウルリヒ・聖アフラ帝国修道院の紋章であり、この町に所領を有したことを示している。

## 経済と社会資本

### 教育と余暇
メルヒングには国民学校（基礎課程・本課程学校）が1校ある。上級の学校へはバスや列車で通うことになる。
体育館では子供の器械体操、一般の体操、バレーボールをはじめ様々なレクリエーション活動が行われている。サッカーグラウンドではジュニアチームや成人のチームが練習している。近郊型保養地マンディコ湖には多彩なレジャー施設が用意されている。

## 引用
1. ↑  https://www.statistikdaten.bayern.de/genesis/online?operation=result&code=12411-003r&leerzeilen=false&language=de Genesis-Online-Datenbank des Bayerischen Landesamtes für Statistik Tabelle 12411-003r Fortschreibung des Bevölkerungsstandes: Gemeinden, Stichtag (Einwohnerzahlen auf Grundlage des Zensus 2011)
2. ↑  Bayerische Landesbibliothek Online
3. ↑  “Bürgermeisterstichwahl - Kommunalwahlen 2020 in der Gemeinde Merching - Gesamtergebnis”. 2021年4月4日閲覧。